# Arabischer Pokal der Pokalsieger
Der Arabische Pokal der Pokalsieger (englisch Arab Cup Winners' Cup) war ein Fußballwettbewerb für Vereinsmannschaften der Arabischen Welt, der von der Union of Arab Football Associations (UAFA) organisiert und von 1989 bis 2001 zwölfmal ausgetragen wurde. Teilnahmeberechtigt waren die Pokalsieger der beteiligten Länder. Die beiden Finalisten qualifizierten sich von 1992 bis 2001 für den Arabischen Super Cup. 2002 wurde der Wettbewerb mit dem Arab Club Champions Cup zusammengeführt und zweimal als Prince Faisal bin Fahad Tournament ausgespielt. Später entstand daraus die Arabische Champions League bzw. in der Folge der Arab Club Champions Cup.

## Die Endspiele und Sieger
| Jahr | Sieger               | Ergebnisse            | Finalist                                   |
| ---- | -------------------- | --------------------- | ------------------------------------------ |
| 1989 | Stade Tunisien       | 0:0 n. V. / 6:5 i. E. | al Kuwait SC                               |
| 1990 | nicht ausgetragen    | nicht ausgetragen     | nicht ausgetragen                          |
| 1991 | Olympique Casablanca | 1:0                   | al-Mokawloon al-Arab (Arab Contractors SC) |
| 1992 | Olympique Casablanca | 2:0 n. V.             | al-Sadd Sports Club                        |
| 1993 | Olympique Casablanca | 1:0                   | al-Qadisiyah                               |
| 1994 | al Ahly SC           | 1:0                   | al-Shabab                                  |
| 1995 | Club Africain Tunis  | 1:0 n. V.             | Étoile Sportive du Sahel                   |
| 1996 | Olympique Khouribga  | 3:1                   | al-Faisaly                                 |
| 1997 | MC Oran              | 2:0                   | al-Shabab                                  |
| 1998 | MC Oran              | 2:1 n. V.             | al-Dschaisch                               |
| 1999 | al-Ittihad           | 2:0                   | al-Dschaisch                               |
| 2000 | al-Hilal             | 2:1 n. V.             | al-Nassr FC                                |
| 2001 | Stade Tunisien       | 3:1                   | al-Hilal Khartum                           |

### Ranglisten
| Rang | Klub                 | Titel | Jahr(e)          |
| ---- | -------------------- | ----- | ---------------- |
| 1    | Olympique Casablanca | 3     | 1991, 1992, 1993 |
| 2    | MC Oran              | 2     | 1997, 1998       |
|      | Stade Tunisien       | 2     | 1989, 2001       |
| 4    | Club Africain Tunis  | 1     | 1995             |
|      | al Ahly SC           | 1     | 1994             |
|      | al-Hilal             | 1     | 2000             |
|      | al-Ittihad           | 1     | 1999             |
|      | Olympique Khouribga  | 1     | 1996             |

| Rang | Land          | Titel |
| ---- | ------------- | ----- |
| 1    | Marokko       | 4     |
| 2    | Tunesien      | 3     |
| 3    | Algerien      | 2     |
| 4    | Ägypten       | 1     |
|      | Katar         | 1     |
|      | Saudi-Arabien | 1     |

| Rang | Kontinent | Titel |
| ---- | --------- | ----- |
| 1    | Afrika    | 10    |
| 2    | Asien     | 2     |